# Jorge López Marco
Jorge López Marco, més conegut com a Tote, és un exfutbolista madrileny. Va nàixer a Madrid el 23 de novembre de 1978. Ocupava la posició de davanter.

## Trajectòria
Després de començar la seua carrera a les categories inferiors de l'Atlètic de Madrid, el 1993 marxa a les del Reial Madrid. A l'equip merengue pujara primer al filial C, i després al B, fins debutat amb el primer equip el 8 de maig de 1999, contra la Reial Societat.
Va ser cedit a l'Sport Lisboa e Benfica, on no va destacar massa. De nou al Reial Madrid, no troba lloc al conjunt, i apareix només en tres partits de la temporada 00/01, en la qual el seu equip guanya la lliga. A l'any següent és cedit al Reial Valladolid, on qualla una gran temporada, amb un hat-tricl inclòs a l'Athletic Club.
Només jugaria un altre partit amb el Reial Madrid abans de ser traspassat al Reial Betis. Les lesions, però, van afectar el seu rendiment amb els sevillans, que el van cedir al Màlaga CF. Després d'un segon pas pel Reial Valladolid, el 2006 fitxa per l'Hèrcules CF. Al conjunt valencià, Tote recupera la titularitat i el gol, amb qui ha marcat una vintena de gols en tres campanyes a la Segona Divisió.
En 2010, l'Hèrcules aconsegueix l'ascens a la màxima categoria per a la campanya 2010/2011. El mes de març de 2011, el jugador pateix una greu lesió, la triada (trencament del lligament intern, extern i creuat), que el va deixar fora dels terrenys de joc el que restava de temporada, que conclou amb el descens de l'equip alacantí. Tote, mai no recuperat per complet, hi disputa alguns partits en la 2011/2012. L'estiu de 2012, el futbolista es retira després de no renovar pels herculans.
Se li ha atribuït un idil·li amb Sonia Castedo, alcaldessa d'Alacant del Partit Popular a més de casada, però ha estat desmentit per ella, encara que el "rumore" està per tot arreu.